# Брилёвский элеватор
Брилёвский элеватор (укр. Брилівський елеватор) — предприятие пищевой промышленности в посёлке Брилёвка Херсонской области.

## История
В ходе восстановления Херсонской области после боевых действий Великой Отечественной войны и последствий немецкой оккупации на железнодорожной станции Брилёвка Одесской железной дороги в 1945 году началось строительство крупного элеватора.
Ввод предприятия в эксплуатацию проходил поэтапно в 1949—1958 годы.
После провозглашения независимости Украины элеватор перешёл в ведение министерства сельского хозяйства и продовольствия Украины.
В марте 1995 года Верховная Рада Украины внесла элеватор в перечень предприятий, приватизация которых запрещена в связи с их общегосударственным значением.
После создания в августе 1996 года государственной акционерной компании «Хлеб Украины» элеватор стал дочерним предприятием ГАК «Хлеб Украины».
В декабре 1999 года арбитражный суд Херсонской области возбудил дело о банкротстве элеватора, но в дальнейшем оно было приостановлено.
После создания 11 августа 2010 года Государственной продовольственно-зерновой корпорации Украины и ликвидации ГАК «Хлеб Украины» элеватор перешёл в управление министерства сельского хозяйства, а 24 июля 2013 года — был включён в состав предприятий ГПЗКУ.
По состоянию на 2013 год положение предприятия являлось не вполне благополучным, имела место непогашенная задолженность по зарплате.

## Современное состояние
Основными функциями предприятия являются приём, очистка, хранение и отгрузка зерновых культур. Элеватор оборудован автомобильными и железнодорожными весами, газовой зерносушилкой ДСП-32 и шестью автомобильными разгрузчиками.
Общая рабочая ёмкость элеватора составляет 34,2 тыс. тонн.